# Cincinnati Poker

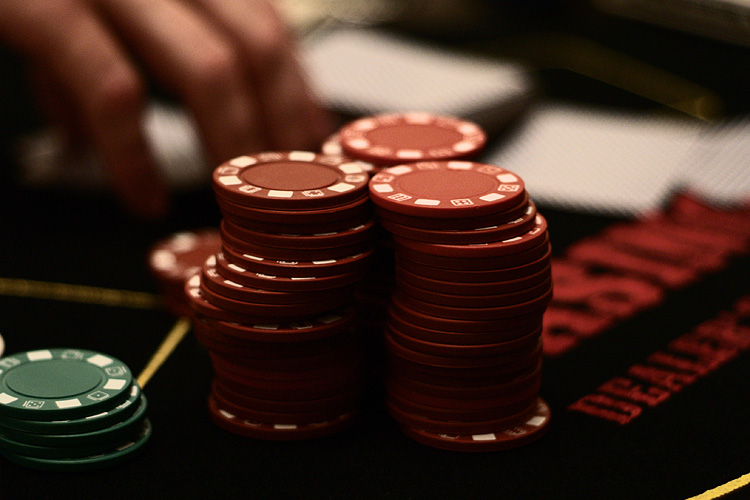

Cincinnati Poker is een variant van het pokerspel. Het valt in de categorie Community Card-spellen, waarbij elke speler zowel een aantal aan hem persoonlijk gedeelde kaarten mag gebruiken als een aantal open kaarten in het midden van de tafel, die voor iedereen aan tafel tellen. In dit geval krijgt iedere speler vijf persoonlijke kaarten en komen er daarbij maximaal vijf gemeenschappelijke kaarten op tafel.
Cincinnati Poker wordt gespeeld met reguliere handwaardes, waarin de high card het laagst haalbare is en een royal flush het hoogste (zie pokerhanden voor uitleg over kaartwaardes).

## Spelverloop
In Cincinnati Poker krijgt iedere speler om te beginnen vijf kaarten die alleen hij mag gebruiken. Zijn tegenstanders krijgen deze geen van allen te zien. Daarbij komt er één kaart in het midden van de tafel, die iedereen (tegelijk) mag zien en gebruiken. Naar aanleiding van deze zes beginkaarten bepaalt iedere deelnemer aan een 'hand' of hij deze goed genoeg vindt om te spelen. Zo ja, dan zet hij in, verhoogt hij de inzet van een eerdere inzetter of gaat hij mee met een eerdere inzetter/verhoger (dat wil zeggen, hetzelfde aantal fiches in de pot gooien als de op dat moment hoogste inzetter). Zo niet, dan gooit hij de hand weg.
Wanneer na de eerste inzetronde duidelijk is wie er in de hand blijven, legt de deler een tweede open kaart in het midden van de tafel. Hierna bepaalt iedere deelnemer weer of hij inzet, meegaat, verhoogt of zijn hand weggooit. Dit herhaalt zich met een derde, open gemeenschappelijke kaart (plus inzetronde), een vierde (plus inzetronde) en een vijfde.
Wanneer een speler na het zien van tien kaarten (vijf persoonlijk plus vijf gemeenschappelijk) denkt definitief een betere hand te hebben dan al zijn overgebleven medespelers (of wil bluffen en doen alsof dit zo is) kan hij nog een laatste keer inzetten, meegaan (callen) of een eerdere inzet verhogen. Wanneer een speler ervan overtuigd is dat iemand anders een betere hand heeft, mag hij zijn kaarten ook weggooien. Wanneer er ná de vijfde en laatste inzetronde nog twee of meer spelers in de hand zitten, volgt er een showdown. Daarin worden de kaarten getoond en wint de speler die de beste combinatie van vijf kaarten kan maken. Voor deze combinatie gelden de gunstigste vijf van alle tien de kaarten die elke overgebleven speler tot zijn beschikking heeft.
Het is mogelijk dat een hand na het delen van minder dan alle vijf de gemeenschapskaarten eindigt als er na welke inzetronde dan ook maar één speler heeft ingezet. Die wint dan de pot.

## Handwaardes
Omdat iedere speler in Cincinnati Poker tien kaarten tot zijn beschikking heeft, is er doorgaans een relatief hoge handwaarde nodig om een spel te winnen. Straights, flushes en full houses zijn eerder regel dan uitzondering.